# Attenti a quei due - La sfida
Attenti a quei due - La sfida è stato un programma televisivo italiano di genere varietà, andato in onda in prima serata su Rai 1 dal 2010 al 2012. Preceduta da una puntata pilota andata in onda l'11 giugno 2010, la prima edizione è andata in onda dal 7 gennaio al 12 febbraio 2011 per sei puntate con la conduzione di Fabrizio Frizzi e Max Giusti; la seconda dal 13 gennaio al 2 marzo 2012 per sette puntate con Paola Perego e Biagio Izzo.

## Il programma
Il meccanismo consisteva nella sfida tra i due conduttori, giudicati da tre personaggi famosi in giuria e dal pubblico in studio: si aggiudicava la puntata chi aveva vinto più prove. Nella seconda edizione il format fu leggermente modificato.

## Edizioni
| Edizione       | Conduzione      | Conduzione  | Periodo         | Periodo          | Puntate | Studio                   |
| Edizione       | Conduzione      | Conduzione  | Inizio          | Fine             | Puntate | Studio                   |
| -------------- | --------------- | ----------- | --------------- | ---------------- | ------- | ------------------------ |
| Puntata pilota | Fabrizio Frizzi | Max Giusti  | 11 giugno 2010  | 11 giugno 2010   | 1       | Auditorium Rai di Napoli |
| 1ª             | Fabrizio Frizzi | Max Giusti  | 7 gennaio 2011  | 12 febbraio 2011 | 6       | Auditorium Rai di Napoli |
| 2ª             | Paola Perego    | Biagio Izzo | 13 gennaio 2012 | 2 marzo 2012     | 7       | Auditorium Rai di Napoli |

### Puntata pilota (2010)
La puntata pilota del programma, è andata in onda venerdì 11 giugno 2010, in diretta dall'Auditorium di Napoli, ed è stata condotta da Fabrizio Frizzi e Max Giusti.

### Prima edizione (2011)
Visto il grande successo ricevuto (quasi 5 milioni di telespettatori, pari ad uno share del 23%), il talent show è poi andato in onda ogni sabato dal 7 gennaio al 12 febbraio 2011, con la conduzione affidata sempre a Fabrizio Frizzi e a Max Giusti. Lo show ha ottenuto dei buoni ascolti, tuttavia non in grado di battere La Corrida condotta da Flavio Insinna.

### Seconda edizione (2012)
La seconda edizione è andata in onda dal 13 gennaio al 2 marzo 2012 (non in onda il 17 febbraio 2012), con la conduzione di Paola Perego affiancata da Biagio Izzo. In ogni puntata si sono scontrati una coppia differente del mondo dello spettacolo. A decidere il vincitore è stato il pubblico presente presso l'Auditorium di Napoli, da cui andava in onda la trasmissione. Questa edizione aveva avuto uno share medio del 18%, tenendo testa ogni sera al varietà televisivo di Canale 5, Zelig.

## Audience
| Edizione       | Rete televisiva | Anno | Stagione  | Programmazione | Programmazione | Programmazione | Programmazione | Programmazione | Programmazione | Programmazione | Collocazione | Totale         | Totale | Premiere       | Premiere | Finale         | Finale |
| Edizione       | Rete televisiva | Anno | Stagione  | L              | M              | M              | G              | V              | S              | D              | Collocazione | Telespettatori | Share  | Telespettatori | Share    | Telespettatori | Share  |
| -------------- | --------------- | ---- | --------- | -------------- | -------------- | -------------- | -------------- | -------------- | -------------- | -------------- | ------------ | -------------- | ------ | -------------- | -------- | -------------- | ------ |
| Puntata pilota | Rai 1           | 2010 | primavera |                |                |                |                |                |                |                | Prima serata | 4 738 000      | 23,03% | –              | –        | –              | –      |
| 1ª             | Rai 1           | 2011 | inverno   |                | 4 118 000      | 18,69%         | 4 292 000      | 19,61%         | 4 238 000      | 18,33%         | Prima serata |                |        |                |          |                |        |
| 2ª             | Rai 1           | 2012 | inverno   |                | 4 588 000      | 17,88%         | 5 205 000      | 19,99%         | 3 928 000      | 16,35%         | Prima serata |                |        |                |          |                |        |